# Sporobolus capillaris
Sporobolus capillaris là một loài thực vật có hoa trong họ Hòa thảo. Loài này được Miq. miêu tả khoa học đầu tiên năm 1851.